# Show Me a Hero
Show Me a Hero è una miniserie televisiva statunitense del 2015 diretta da Paul Haggis e scritta da David Simon.

## Trama
La miniserie ripercorre la vera storia di Nick Wasicsko, sindaco di Yonkers, che durante il suo mandato tra gli anni '80 e '90 si ritrovò contro il resto della città quando cercò di imporre una richiesta federale per uno sviluppo residenziale pubblico.

## Puntate
La miniserie è andata in onda sul canale statunitense HBO dal 16 al 30 agosto 2015. In Italia è stata trasmessa da Sky Atlantic dal 17 novembre al 15 dicembre 2015.
| nº  | Titolo        | Prima TV USA   | Prima TV Italia                   |
| --- | ------------- | -------------- | --------------------------------- |
| 1-2 | 1ª e 2ª parte | 16 agosto 2015 | 17 novembre 2015                  |
| 3-4 | 3ª e 4ª parte | 23 agosto 2015 | 24 novembre 2015 1º dicembre 2015 |
| 5-6 | 5ª e 6ª parte | 30 agosto 2015 | 8 dicembre 2015 15 dicembre 2015  |